# Melissa Joan Hart
Melissa Joan Hart, född 18 april 1976 i Smithtown på Long Island i New York, är en amerikansk skådespelare, skribent och affärskvinna. 
Hart är mest känd från Tv-serierna Clarissa Explains It All (1991–1994), Sabrina tonårshäxan (1996–2003) och Melissa & Joey (2010). Hart är sedan 2003 gift med musikern Mark Wilkerson. De har tre barn tillsammans.

## Filmografi
- Clarissa (1991)
- Dödligt begär (1996)
- Sabrina tonårshäxan (1996–2003)
- Two came back (1997)
- Sabrina i Rom (1998)
- Drive Me Crazy (1999)
- Rent Control (2002)
- Jesus, Mary and Joey (2003)
- Holiday in Handcuffs (2007)
- Satin (2011)
- Whispers and Lies (2008)
- Nine Dead (2010)
- The Big Show Show (2020) regi
- 2025 – A Merry Little Ex-Mas